# 両國梶之助 (1907年生)
両國 梶之助（りょうごく かじのすけ、1907年3月2日 - 1959年11月23日）は、長崎県長崎市出身で出羽海部屋に所属した大相撲力士。本名は太田 勇雄（おおた いさお）。最高位は西関脇。

## 来歴
1907年3月2日に長崎県長崎市で生まれる。小学校を卒業してからは農業を手伝いつつ宮相撲で活躍し、地元では怪力少年として評判になった。やがて、近くの村から同い年の常盤野なる人物が角界入りしたのに影響を受け、1927年の秋に単身上京して出羽海部屋へ入門、1927年10月場所に本名の太田で初土俵を踏んだ。途中で四股名を郷里に因んで「瓊ノ浦」と改名した。皆勤負け越しが無いまま幕下上位まで昇進したところで、春秋園事件によって天竜ら出羽海部屋の多くの兄弟子が大日本相撲協会を脱退した。これによって幕内には大量の空きが出たため、1932年1月場所の番付では東幕下3枚目でありながら、同年2月場所の改正番付では十両を飛び越え、双葉山、出羽ノ花らとともに人数が少なくなった幕内へ抜擢、西前頭7枚目（幕尻）に位置した。この場所では負け越したものの以降幕内に定着し、1932年10月場所では9勝2敗の好成績（優勝同点）を挙げた。
軽量でありながら筋肉質の体格を生かし、激しく土俵上を動き回ってからうっちゃり・櫓投げなどの様々な技を見せるため「曲者」「業師」の愛称が付いた。1938年1月場所で関脇に昇進し、同場所9日目の双葉山戦では土俵際でうっちゃり気味に振り回すと双葉山の足が土俵に出たため、双葉山の勇み足か死に体かで40分もの大物言いとなったことから「一代の名勝負」として現在でも語り草となっている（結局、取り直しとなって双葉山が勝利、最終的に連勝は69まで伸びる）。しかし、1939年1月場所5日目、前日に安藝ノ海によって連勝が69で止まった双葉山と再戦し、うっちゃりで双葉山を破って一日遅れながら打倒を果たした。また、男女ノ川に強く、通算で3勝4敗と負け越してはいるものの健闘している。
その後は幕内下位に下がり、1942年5月場所で負け越したことで十両陥落が決定的になったところで現役を引退、年寄・待乳山を襲名した。結局、春秋園事件の影響とはいえども、幕下からいきなり新入幕を果たしたうえ、十両に陥落したことが無いために「十両在位が一切無い」という珍しい記録を作った。
現役引退後は勝負検査役を務めたが、出羽海一門の力士の勝負に対する執拗な物言いを繰り広げたため、周囲から批判された。1959年11月23日に死去、52歳没。

## 主な成績
- 通算成績：195勝183敗6休 勝率.516
- 幕内成績：135勝155敗6休 勝率.466
- 現役在位：42場所
- 幕内在位：24場所
- 三役在位：2場所（関脇1場所、小結1場所）
- 金星：2個（男女ノ川・双葉山）

### 場所別成績
| 1927年 （昭和2年） | x                  | x                  | x                       | （前相撲）         |
| 1928年 （昭和3年） | （前相撲）         | 序ノ口 5–1         | 東序ノ口9枚目 5–1       | 東序ノ口9枚目 5–1  |
| 1929年 （昭和4年） | 西序二段15枚目 5–1 | 西序二段15枚目 4–2 | 西三段目19枚目 4–2      | 西三段目19枚目 5–1 |
| 1930年 （昭和5年） | 東幕下22枚目 4–2   | 東幕下22枚目 4–2   | 東幕下12枚目 3–3        | 東幕下12枚目 4–2   |
| 1931年 （昭和6年） | 西幕下筆頭 1–3     | 西幕下筆頭 4–2     | 西幕下6枚目 4–2         | 西幕下6枚目 3–3    |
| 1932年 （昭和7年） | 西前頭7枚目 3–5    | 西前頭7枚目 5–5    | 西前頭6枚目 7–4         | 西前頭6枚目 9–2    |
| 1933年 （昭和8年） | 東前頭2枚目 7–4    | x                  | 東前頭筆頭 2–9          | x                  |
| 1934年 （昭和9年） | 東前頭6枚目 6–5    | x                  | 東前頭4枚目 5–6         | x                  |
| 1935年 （昭和10年） | 西前頭5枚目 2–9    | x                  | 西前頭11枚目 7–4        | x                  |
| 1936年 （昭和11年） | 西前頭4枚目 7–4    | x                  | 東前頭筆頭 5–6 ★        | x                  |
| 1937年 （昭和12年） | 西前頭2枚目 6–5    | x                  | 西小結 7–6              | x                  |
| 1938年 （昭和13年） | 西関脇 4–9         | x                  | 西前頭2枚目 6–7         | x                  |
| 1939年 （昭和14年） | 東前頭4枚目 4–9 ★  | x                  | 東前頭6枚目 9–6         | x                  |
| 1940年 （昭和15年） | 西前頭3枚目 2–7–6  | x                  | 西前頭13枚目 8–7        | x                  |
| 1941年 （昭和16年） | 東前頭10枚目 6–9   | x                  | 東前頭13枚目 5–10       | x                  |
| 1942年 （昭和17年） | 西前頭17枚目 7–8   | x                  | 西前頭17枚目 引退 6–9–0 | x                  |
| 各欄の数字は、「勝ち-負け-休場」を示す。 優勝 引退 休場 十両 幕下 三賞：敢=敢闘賞、殊=殊勲賞、技=技能賞 その他：★=金星 番付階級：幕内 - 十両 - 幕下 - 三段目 - 序二段 - 序ノ口 幕内序列：横綱 - 大関 - 関脇 - 小結 - 前頭（「#数字」は各位内の序列） |                    |                    |                         |                    |

- 1932年1月番付は東幕下3枚目

### 幕内対戦成績
| 力士名 | 勝数 | 負数 | 力士名   | 勝数 | 負数 | 力士名   | 勝数 | 負数 | 力士名   | 勝数 | 負数 |
| ------ | ---- | ---- | -------- | ---- | ---- | -------- | ---- | ---- | -------- | ---- | ---- |
| 青葉山 | 3    | 2    | 旭川     | 7    | 9    | 射水川   | 3    | 1    | 大熊     | 1    | 0    |
| 大潮   | 5    | 7    | 大浪     | 4    | 3    | 大ノ濱   | 3    | 1    | 大ノ森   | 1    | 0    |
| 大八洲 | 2    | 2    | 小戸ヶ岩 | 1    | 2    | 海光山   | 2    | 5    | 鏡岩     | 6    | 4    |
| 柏戸   | 0    | 3    | 桂川     | 3    | 2    | 金湊     | 2    | 0    | 清美川   | 2    | 2    |
| 錦華山 | 1    | 0    | 九ヶ錦   | 0    | 2    | 國ノ濱   | 1    | 2    | 古賀ノ浦 | 2    | 1    |
| 小嶋川 | 0    | 1    | 小松山   | 1    | 2    | 佐賀ノ花 | 3    | 1    | 佐渡ヶ嶋 | 1    | 0    |
| 清水川 | 1    | 6    | 鯱ノ里   | 2    | 3    | 鷹城山   | 3    | 1    | 高登     | 3    | 2    |
| 寳川   | 2    | 0    | 太刀若   | 2    | 1    | 楯甲     | 3    | 4    | 玉錦     | 1    | 5    |
| 玉ノ海 | 2    | 2    | 太郎山   | 1    | 1    | 筑波嶺   | 0    | 4    | 鶴ヶ嶺   | 3    | 4    |
| 照國   | 0    | 2    | 輝昇     | 0    | 1    | 土州山   | 4    | 3    | 冨ノ山   | 2    | 2    |
| 巴潟   | 8    | 4    | 名寄岩   | 2    | 1    | 能代潟   | 1    | 2    | 羽黒山   | 1    | 3    |
| 幡瀬川 | 4    | 6    | 磐石     | 2    | 10   | 番神山   | 2    | 0    | 備州山   | 0    | 2    |
| 二瀬川 | 1    | 1    | 双葉山   | 2    | 9    | 双見山   | 2    | 1    | 前田山   | 2    | 3    |
| 松前山 | 3    | 2    | 松浦潟   | 0    | 2    | 男女ノ川 | 3    | 4    | 吉野山   | 1    | 0    |
| 若潮   | 2    | 1    | 若瀬川   | 0    | 1    | 若浪     | 1    | 0    | 若葉山   | 1    | 0    |
| 若港   | 1    | 4    |          |      |      |          |      |      |          |      |      |